# Јелисавета Берковић-Писарев
Јелисавета Берковић-Писарев (Ливно, 1897 – непознато) била је лекар, учесник Октобарске револуције.
Пре Првог светског рата Јелисавета је била веома активна у босанској омладинској социјалдемократској омладини, а од 1917. је боравила у Русији. Године 1922. је неговала болесног Лењина.
У Другом светском рату је као санитетски мајор Црвене армије учествовала у борбама на калињинском, стаљинградском и белоруском фронту. Тада је рањена и изгубила је око.
Године 1944. је из Москве упућена, као војно-медицински инструктор, у Народноослободилачку армију Југославије. Од децембра 1944. је радила на организацији физиотерапије. У Панчеву је организовала отварање, прве у Југославији, војне болнице лако рањених.
За посебне заслуге у антифашистичкој борби, одликована је Орденом заслуга за народ.